# كوري كيز
كوري كيز (بالإنجليزية: Corey Keyes)‏ هو عالم نفس أمريكي، ولد في 1950.